# 고가도
고가도(古加島)는 옛 강화도 서남쪽에 있었던 섬으로, 현재의 강화군 화도면 지역이다.
이 섬은 조선 숙종 때인 1706년에 간척사업으로 강화도에 합쳐졌다. 독립된 섬이었을 때의 최고봉은 마니산이었다. 비슷한 시기에 송가도, 매음도가 간척사업으로 석모도에 합쳐졌다.

## 같이 보기
- 강화도
- 송가도
- 매음도
- 어유정도